# Клещи-краснотелки
Клещи-краснотелки, или Бархатные клещи (лат. Trombidiidae) — семейство клещей из надотряда Acariformes (Trombidioidea, Prostigmata). Иногда краснотелками называют и близкую группу Trombiculidae.

## Описание
Выделяются среди прочих клещей яркой, чаще оранжево-красной окраской тела. Достигают размеров 3-5 мм. Взрослые стадии хищные, личинки паразиты (питаются гемолимфой насекомых). Как и другие Prostigmata проходят следующие стадии развития: яйцо, предличинка, личинка, протонимфа, дейтонимфа, тритонимфа, взрослые (самцы или самки).
У имаго дорсальный щит идиосомы не разделён на гистеросому и проподосому (у имаго Trombiculidae есть такое разделение), а у их личинок на дорсальной поверхности не менее двух щитков. Лапки имаго с двумя коготками; педипальпы пятичлениковые, ноги состоят из 6 члеников.

## Классификация
Акарологи выделяют несколько подсемейств, некоторым из которых иногда придают ранг самостоятельных семейств в составе Trombidioidea. Около 300 видов.

### Подсемейства
- Подсемейство Allothrombiinae
- Подсемейство Dolichothrombiinae
- Подсемейство Paratrombiinae
- Подсемейство Trombidiinae
- incertae sedis

### Синонимия
- Trombidiidae Leach, 1815 [Flach 1864]
  - [=Trombidides Leach, 1815]

## Список родов
- Allothrombium — Andinothrombium — Andrethrombium — Arknotrombium — Azaritrombium — Caenothrombium — Calctrombidium — Cicaditrombium — Clinotrombium — Darjeelingia — Dinothrombium — Dolichothrombium — Iranitrombium — Mesothrombium — Monotrombium — Oskootrombium — Paratrombium — Pollicotrombium — Robauxthrombium — Ronaldothrombium — Trombidium — Variathrombium — Wohltmannella — Xenothrombium

## Известные виды
- Trombidium holosericeum (Linnaeus, 1758) — Краснотелка шелковистая (Бархатный почвенный клещ)

## Использование

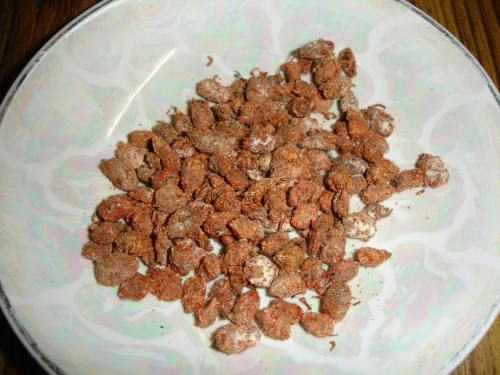
Сушёные клещи Trombidium на рынке, штат Чхаттисгарх

Сушёные клещи-краснотелки используются в традиционной индийской медицине Юнани как средство от паралича.

## Галерея

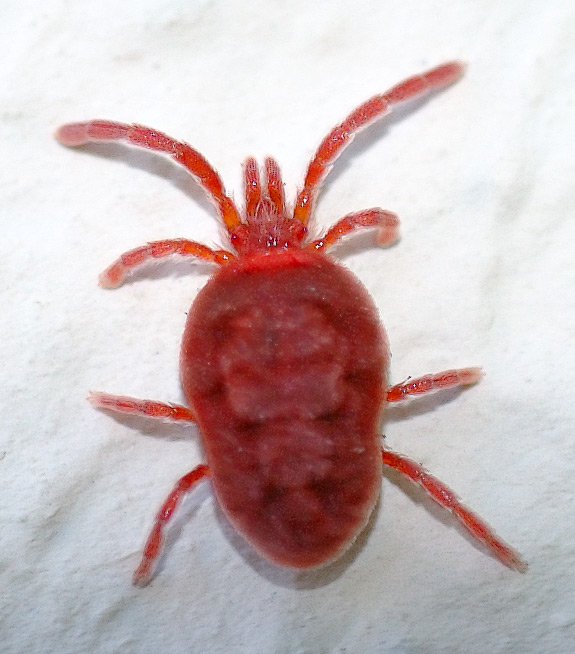
Trombidium holosericeum
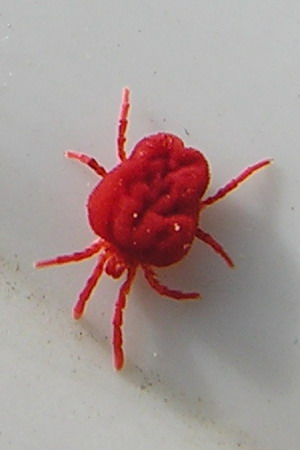
Trombidium sp.
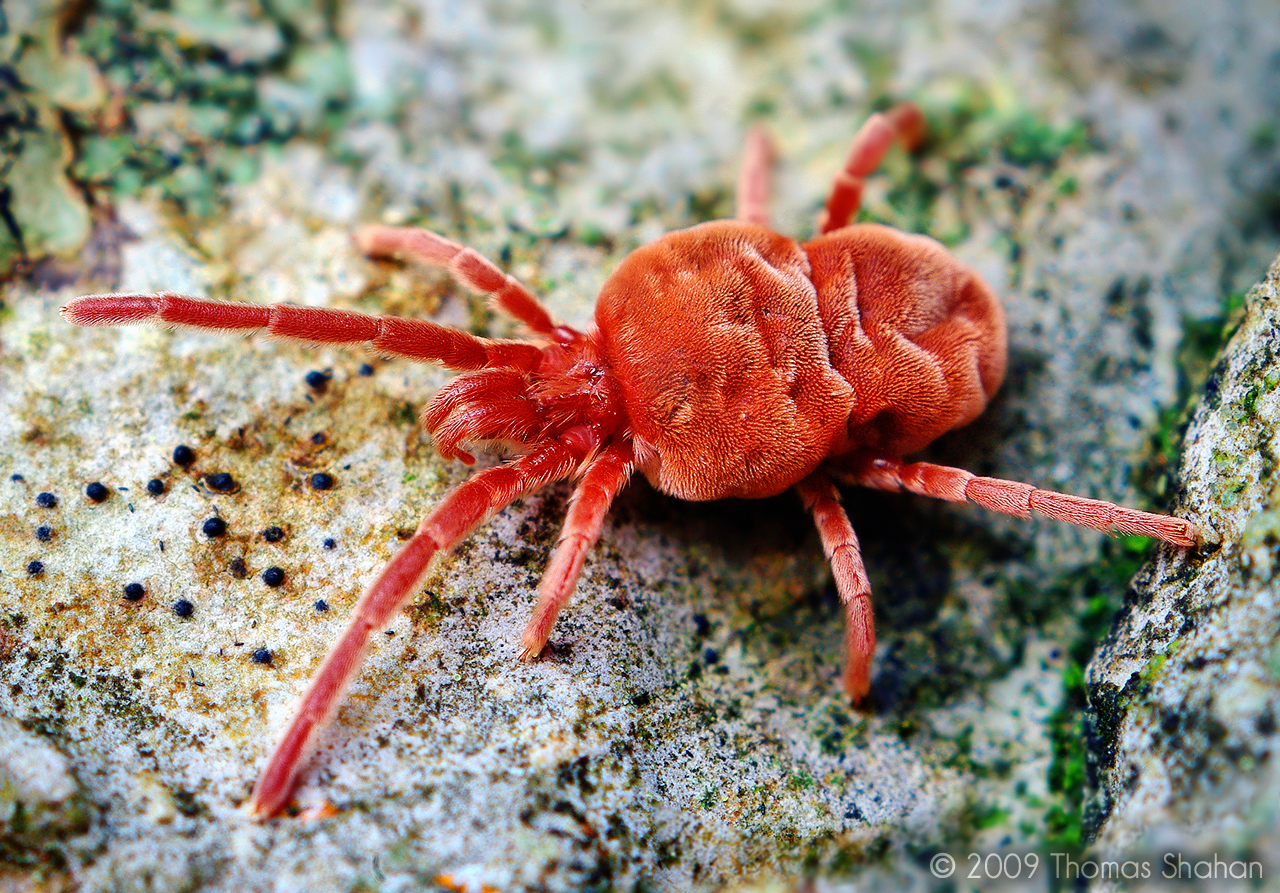
Trombidium sp.
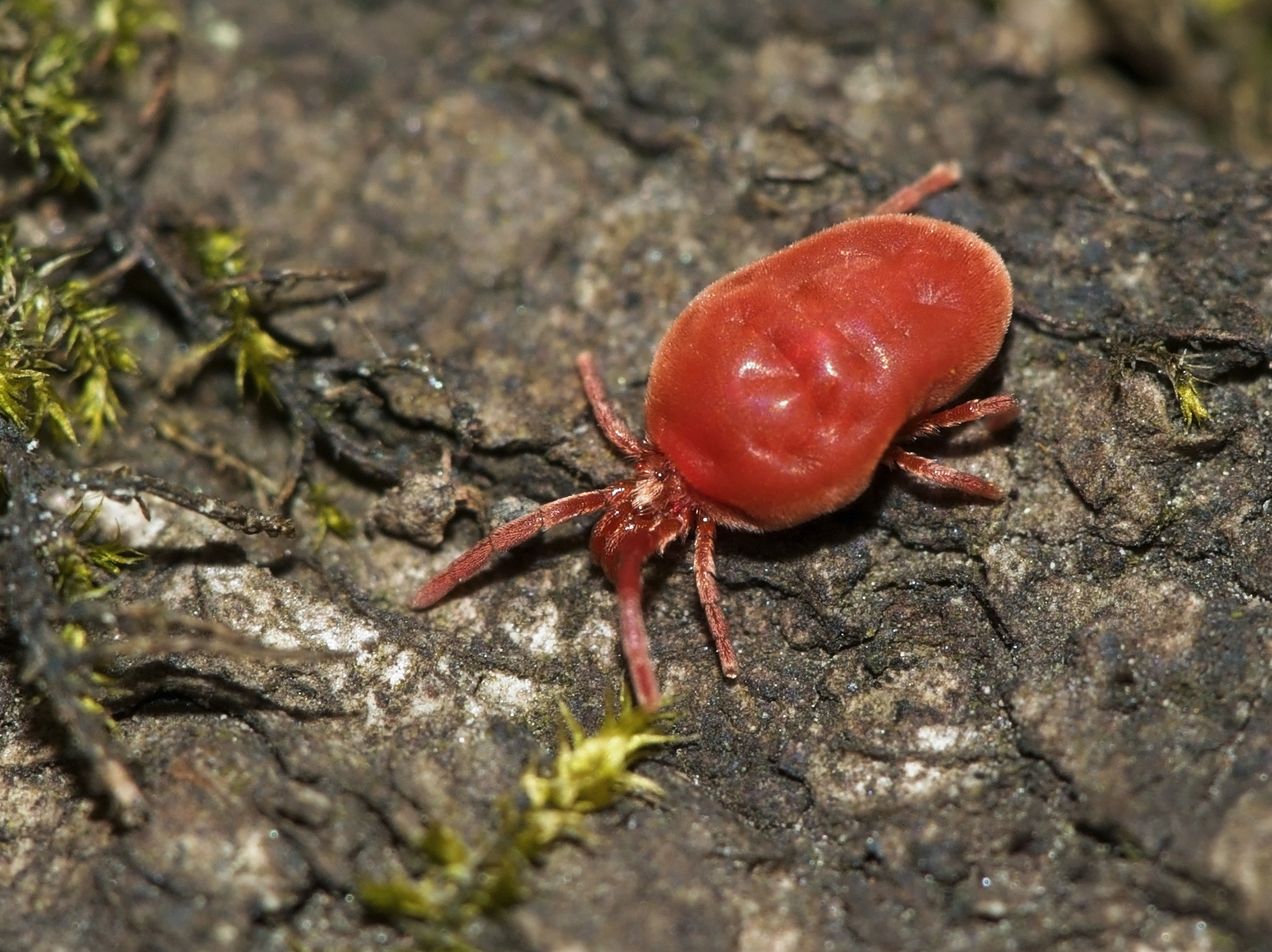